# Étoile de Bessèges-Tour du Gard
L'Étoile de Bessèges-Tour du Gard est une course cycliste par étapes française créée en 1971 et disputée aux alentours de Bessèges, dans le Gard. Elle fait partie de l'UCI Europe Tour depuis 2005, en catégorie 2.1.

## Histoire
Le Grand Prix de Bessèges est créé en 1971 à l'initiative de Roland Fangille (1939-2020), cycliste amateur né en Moselle et marchand de meubles, président de l'Union cycliste bességeoise. Il s'agit alors d'une classique. La première édition compte seulement vingt-deux partants, dont Raymond Poulidor. Il prend la forme d'une course par étapes en 1974.
Disputée début février, dans la semaine qui suit le Grand Prix La Marseillaise, l'Étoile de Bessèges ouvre traditionnellement la saison cycliste professionnelle des courses à étapes en France. La course est l'une des courses à étapes organisées dans la région vallonnée du Sud-Est en février, aux côtés du Tour du Haut Var, de La Méditerranéenne et du Tour La Provence. Ces courses de début de saison sont principalement disputées par des équipes françaises et elles sont considérées comme des courses préparatoires à Paris-Nice, la première épreuve par étapes World Tour européenne en mars.
L'édition 2018 est diffusée en direct pour la première fois, sur La chaîne L'Équipe. Cependant, la municipalité de Laudun-l'Ardoise ayant refusé de payer les 36 000 euros correspondant aux sommes avancées par l'organisateur pour accueillir une étape en 2018, l'édition 2019 est longtemps menacée en raison de déficit dans le budget. Elle est finalement maintenue, mais le nombre d'étapes passe de cinq à quatre. Pour la première fois, l'organisateur invite 22 équipes (au lieu de 20 habituellement), dont cinq équipes du WorldTour.
En 2020, l'épreuve est à nouveau tracée sur cinq étapes, avec toujours le traditionnel contre-la-montre d'Alès, qui se termine au sommet de la montée de l'Hermitage. Le Mont Bouquet fait également son apparition (5,4 km à 6,5% de pente moyenne). Il a figure depuis à toutes les éditions excepté l'édition 2024. Sept équipes World Tour sont au départ en 2020, puis un record de onze lors de l'édition 2021 qui est renommée Étoile de Bessèges-Tour du Gard.
Lors de l'édition 2025, après qu'une voiture est rentrée sur le parcours de la course, plusieurs équipes UCI WorldTeam quittent la course, comme l'équipe Soudal Quick-Step ou l'équipe Red Bull-Bora-Hansgrohe. Cela déclenche une polémique au sein du peloton, les plus petites équipes accusant les plus grosses de ne pas respecter les organisateurs.

## Palmarès
| Année | Vainqueur            | Deuxième                | Troisième              |
| ----- | -------------------- | ----------------------- | ---------------------- |
| 1971  | Jean-Luc Molinéris   | René Grelin             | Barry Hoban            |
| 1972  | Jean-Luc Molinéris   | Guy Maingon             | Daniel Van Ryckeghem   |
| 1973  | Robert Mintkiewicz   | Serge Lapébie           | Bernard Masson         |
| 1974  | Jacques Esclassan    | Gerrie Knetemann        | Charles Rouxel         |
| 1975  | Patrick Béon         | Charles Rouxel          | Patrick Perret         |
| 1976  | Maurice Le Guilloux  | Bernard Labourdette     | Guy Dolhats            |
| 1977  | Willy Planckaert     | Serge Vandaele          | Sean Kelly             |
| 1978  | Dietrich Thurau      | Leo van Vliet           | Guido Van Sweevelt     |
| 1979  | Jacques Michaud      | Ferdi Van Den Haute     | Christian Levavasseur  |
| 1980  | Franky De Gendt      | Jean-Louis Gauthier     | Wladimiro Panizza      |
| 1981  | Jan Raas             | Régis Clère             | Frank Hoste            |
| 1982  | Cees Priem           | Leo van Vliet           | Patrick Bonnet         |
| 1983  | Bert Oosterbosch     | Gilbert Glaus           | Gerrie Knetemann       |
| 1984  | Eddy Planckaert      | Jos Lammertink          | Jean-Luc Vandenbroucke |
| 1985  | Guy Nulens           | Jean-Claude Leclercq    | Steven Rooks           |
| 1986  | Niki Rüttimann       | Marc Sergeant           | Kim Andersen           |
| 1987  | Ronan Pensec         | Laurent Fignon          | Guido Winterberg       |
| 1988  | Adrie van der Poel   | Régis Simon             | Søren Lilholt          |
| 1989  | Etienne De Wilde     | Teun van Vliet          | Frans Maassen          |
| 1990  | Frans Maassen        | Michel Vermote          | Henri Manders          |
| 1991  | Ad Wijnands          | Stephan Joho            | Frans Maassen          |
| 1992  | Beat Zberg           | Danny Nelissen          | Ronan Pensec           |
| 1993  | Armand de Las Cuevas | Jean-Pierre Heynderickx | Charly Mottet          |
| 1994  | Jean-Paul van Poppel | Christophe Leroscouet   | Christian Chaubet      |
| 1995  | Sergueï Outschakov   | Andreï Tchmil           | François Simon         |
| 1996  | Ján Svorada          | Wilfried Nelissen       | Fabio Baldato          |
| 1997  | Patrice Halgand      | Zbigniew Spruch         | Bruno Boscardin        |
| 1998  | Jo Planckaert        | Alberto Elli            | Philippe Gaumont       |
| 1999  | David Lefèvre        | Jens Voigt              | Andreï Tchmil          |
| 2000  | Jo Planckaert        | Jaan Kirsipuu           | Chris Peers            |
| 2001  | Niko Eeckhout        | Damien Nazon            | Ján Svorada            |
| 2002  | Robbie McEwen        | Andrea Ferrigato        | Lorenzo Bernucci       |
| 2003  | Fabio Baldato        | Michael Skelde          | Franck Bouyer          |
| 2004  | Laurent Brochard     | Sylvain Calzati         | Joseba Zubeldia        |
| 2005  | Freddy Bichot        | Maxime Monfort          | Arnaud Labbe           |
| 2006  | Frederik Willems     | Preben Van Hecke        | Thomas Voeckler        |
| 2007  | Nick Nuyens          | Vasil Kiryienka         | Preben Van Hecke       |
| 2008  | Yury Trofimov        | Gianni Meersman         | Pierrick Fédrigo       |
| 2009  | Thomas Voeckler      | Jure Kocjan             | Yury Trofimov          |
| 2010  | Samuel Dumoulin      | Matthieu Ladagnous      | Pieter Ghyllebert      |
| 2011  | Anthony Ravard       | Marco Marcato           | Johnny Hoogerland      |
| 2012  | Jérôme Coppel        | Franck Vermeulen        | Rein Taaramäe          |
| 2013  | Jonathan Hivert      | Jérôme Cousin           | Anthony Roux           |
| 2014  | Tobias Ludvigsson    | Jérôme Coppel           | John Degenkolb         |
| 2015  | Bob Jungels          | Tony Gallopin           | Kris Boeckmans         |
| 2016  | Jérôme Coppel        | Tony Gallopin           | Thibaut Pinot          |
| 2017  | Lilian Calmejane     | Tony Gallopin           | Mads Würtz Schmidt     |
| 2018  | Tony Gallopin        | Christophe Laporte      | Yoann Paillot          |
| 2019  | Christophe Laporte   | Tobias Ludvigsson       | Jimmy Janssens         |
| 2020  | Benoît Cosnefroy     | Alberto Bettiol         | Alexys Brunel          |
| 2021  | Tim Wellens          | Michał Kwiatkowski      | Nils Politt            |
| 2022  | Benjamin Thomas      | Alberto Bettiol         | Tobias Johannessen     |
| 2023  | Neilson Powless      | Mattias Skjelmose       | Pierre Latour          |
| 2024  | Mads Pedersen        | Kévin Vauquelin         | Alberto Bettiol        |
| 2025  | Kévin Vauquelin      | Dylan Teuns             | Kevin Geniets          |

## Statistiques

### Victoires d'étape
| #  | Coureurs             |
| -- | -------------------- |
| 13 | Jaan Kirsipuu        |
| 9  | Bryan Coquard        |
| 8  | Wilfried Nelissen    |
| 5  | Ján Svorada          |
| 5  | Jan Raas             |
| 5  | Eddy Planckaert      |
| 4  | Christophe Laporte   |
| 4  | Eric Vanderaerden    |
| 4  | Gilbert Glaus        |
| 4  | Dietrich Thurau      |
| 4  | Tom Steels           |
| 3  | Tony Gallopin        |
| 3  | Jimmy Casper         |
| 3  | Samuel Dumoulin      |
| 3  | Marc Sarreau         |
| 3  | Filippo Ganna        |
| 3  | Mario Cipollini      |
| 3  | Jo Planckaert        |
| 3  | Etienne De Wilde     |
| 3  | Luc Leman            |
| 3  | Borut Božič          |
| 3  | Jean-Paul van Poppel |
| 3  | Kévin Vauquelin      |

| #  | Pays               | Dernier vainqueur         |
| -- | ------------------ | ------------------------- |
| 81 | France             | Kévin Vauquelin (2025)    |
| 60 | Belgique           | Arnaud De Lie (2024)      |
| 28 | Pays-Bas           | Stefan van Dijk (2008)    |
| 13 | Estonie            | Jaan Kirsipuu (2006)      |
| 12 | Italie             | Filippo Ganna (2022)      |
| 7  | Allemagne          | Marcel Kittel (2012)      |
| 7  | Danemark           | Mads Pedersen (2024)      |
| 5  | Suisse             | Urs Freuler (1988)        |
| 5  | République Tchèque | Ján Svorada (1997)        |
| 5  | Australie          | Ben O'Connor (2020)       |
| 4  | Slovénie           | Borut Božič (2010)        |
| 4  | Norvège            | Søren Wærenskjold (2025)  |
| 2  | Ukraine            | Sergueï Outschakov (1995) |
| 2  | Espagne            | Ángel Madrazo (2016)      |
| 1  | Canada             | Steve Bauer (1988)        |
| 1  | États-Unis         | Scott McKinley (1990)     |
| 1  | Russie             | Yury Trofimov (2008)      |
| 1  | Biélorussie        | Yauheni Hutarovich (2011) |
| 1  | Suède              | Tobias Ludvigsson (2014)  |
| 1  | Luxembourg         | Bob Jungels (2015)        |

Vainqueurs de plusieurs étapes sur un même tour :
| # | Coureurs             | Année                  |
| - | -------------------- | ---------------------- |
| 4 | Dietrich Thurau      | 1978                   |
| 4 | Eddy Planckaert      | 1984                   |
| 3 | Luc Leman            | 1976                   |
| 3 | Jan Raas             | 1981                   |
| 3 | Etienne De Wilde     | 1989                   |
| 3 | Wilfried Nelissen    | 1995, 1996             |
| 3 | Ján Svorada          | 1997                   |
| 3 | Jaan Kirsipuu        | 2000                   |
| 2 | Alain Santy          | 1975                   |
| 2 | Jacques Hanegraaf    | 1983                   |
| 2 | Eric Vanderaerden    | 1990                   |
| 2 | Mario Cipollini      | 1991                   |
| 2 | Jean-Paul van Poppel | 1993                   |
| 2 | Wilfried Nelissen    | 1994                   |
| 2 | Sergueï Outschakov   | 1995                   |
| 2 | Ján Svorada          | 1996                   |
| 2 | Jean-Patrick Nazon   | 2000                   |
| 2 | Damien Nazon         | 2001                   |
| 2 | Tom Steels           | 2005                   |
| 2 | Jaan Kirsipuu        | 1999, 2002, 2004, 2006 |
| 2 | Jimmy Casper         | 2009                   |
| 2 | Borut Božič          | 2010                   |
| 2 | Bryan Coquard        | 2013, 2014, 2016       |
| 2 | Arnaud Démare        | 2017                   |
| 2 | Marc Sarreau         | 2018                   |
| 2 | Christophe Laporte   | 2019                   |
| 2 | Filippo Ganna        | 2021                   |
| 2 | Arnaud De Lie        | 2023                   |
| 2 | Kévin Vauquelin      | 2025                   |

### Victoire général
Multiples vainqueurs
| # | Vainqueur     | Années       |
| - | ------------- | ------------ |
| 2 | Jo Planckaert | 1998 et 2000 |
| 2 | Jérôme Coppel | 2012 et 2016 |

| #  | Pays       | Dernier vainqueur           |
| -- | ---------- | --------------------------- |
| 22 | France     | Kévin Vauquelin (2025)      |
| 11 | Belgique   | Tim Wellens (2021)          |
| 7  | Pays-Bas   | Jean-Paul van Poppel (1994) |
| 2  | Suisse     | Beat Zberg (1992)           |
| 1  | Allemagne  | Dietrich Thurau (1978)      |
| 1  | Ukraine    | Sergueï Outschakov (1995)   |
| 1  | Tchéquie   | Ján Svorada (1996)          |
| 1  | Australie  | Robbie McEwen (2002)        |
| 1  | Italie     | Fabio Baldato (2003)        |
| 1  | Russie     | Yuri Trofimov (2008)        |
| 1  | Suède      | Tobias Ludvigsson (2014)    |
| 1  | Luxembourg | Bob Jungels (2015)          |
| 1  | États-Unis | Neilson Powless (2023)      |
| 1  | Danemark   | Mads Pedersen (2024)        |

Les plus petit écarts au général
| Temps | Vainqueur            | Deuxième              | Année |
| ----- | -------------------- | --------------------- | ----- |
| 0 s   | Adrie van der Poel   | Régis Simon           | 1988  |
| 0 s   | Ad Wijnands          | Stephan Joho          | 1991  |
| 0 s   | Jean-Paul van Poppel | Christophe Leroscouet | 1994  |
| 1 s   | Etienne De Wilde     | Teun van Vliet        | 1989  |
| 1 s   | Neilson Powless      | Mattias Skjelmose     | 2023  |
| 2 s   | Niki Rüttimann       | Marc Sergeant         | 1986  |
| 2 s   | Mads Pedersen        | Kévin Vauquelin       | 2024  |
| 3 s   | Eddy Planckaert      | Jos Lammertink        | 1984  |
| 3 s   | Guy Nulens           | Jean-Claude Leclercq  | 1985  |
| 3 s   | Ronan Pensec         | Laurent Fignon        | 1987  |
| 3 s   | Fabio Baldato        | Michael Skelde        | 2003  |
| 3 s   | Samuel Dumoulin      | Matthieu Ladagnous    | 2010  |
| 4 s   | David Lefèvre        | Jens Voigt            | 1999  |
| 4 s   | Jonathan Hivert      | Jérôme Cousin         | 2013  |
| 4 s   | Tobias Ludvigsson    | Jérôme Coppel         | 2014  |
| 5 s   | Patrice Halgand      | Zbigniew Spruch       | 1997  |
| 5 s   | Jo Planckaert        | Alberto Elli          | 1998  |
| 5 s   | Lilian Calmejane     | Tony Gallopin         | 2017  |
| 7 s   | Frans Maassen        | Michel Vermote        | 1990  |
| 7 s   | Anthony Ravard       | Marco Marcato         | 2011  |
| 8 s   | Robbie McEwen        | Andrea Ferrigato      | 2002  |
| 8 s   | Laurent Brochard     | Sylvain Calzati       | 2004  |
| 8 s   | Freddy Bichot        | Maxime Monfort        | 2005  |
| 8 s   | Nick Nuyens          | Vasil Kiryienka       | 2007  |
| 9 s   | Bert Oosterbosch     | Gilbert Glaus         | 1983  |
| 9 s   | Bob Jungels          | Tony Gallopin         | 2015  |

Les plus gros écarts au général
| Temps    | Vainqueur          | Deuxième            | Année |
| -------- | ------------------ | ------------------- | ----- |
| 2 min 38 | Jacques Michaud    | Ferdi Van Den Haute | 1979  |
| 2 min 07 | Cees Priem         | Leo van Vliet       | 1982  |
| 1 min 22 | Kévin Vauquelin    | Dylan Teuns         | 2025  |
| 1 min 10 | Sergueï Outschakov | Andreï Tchmil       | 1995  |
| 1 min 07 | Thomas Voeckler    | Jure Kocjan         | 2009  |
| 55 s     | Franky De Gendt    | Jean-Louis Gauthier | 1980  |
| 53 s     | Tim Wellens        | Michal Kwiatkowski  | 2021  |
| 52 s     | Yuri Trofimov      | Gianni Meersman     | 2008  |
| 46 s     | Willy Planckaert   | Serge Van Daele     | 1977  |
| 35 s     | Dietrich Thurau    | Leo van Vliet       | 1978  |

Les plus jeunes vainqueurs
| Vainqueur         | Age                         | Année |
| ----------------- | --------------------------- | ----- |
| Beat Zberg        | 20 ans, 8 mois et 30 jours  | 1992  |
| Bob Jungels       | 22 ans, 4 mois et 16 jours  | 2015  |
| Patrice Halgand   | 22 ans, 11 mois et 7 jours  | 1997  |
| Tobias Ludvigsson | 22 ans, 11 mois et 15 jours | 2014  |
| Dietrich Thurau   | 23 ans, 2 mois et 28 jours  | 1978  |
| Niki Rüttimann    | 23 ans, 5 mois et 22 jours  | 1986  |
| Ronan Pensec      | 23 ans, 6 mois et 29 jours  | 1987  |
| Kévin Vauquelin   | 23 ans, 9 mois et 13 jours  | 2025  |
| Yuri Trofimov     | 24 ans et 15 jours          | 2008  |
| Lilian Calmejane  | 24 ans, 1 mois et 30 jours  | 2017  |

Les plus vieux vainqueurs
| Vainqueur            | Age                         | Année |
| -------------------- | --------------------------- | ----- |
| Laurent Brochard     | 35 ans, 10 mois et 13 jours | 2004  |
| Fabio Baldato        | 34 ans, 7 mois et 26 jours  | 2003  |
| Willy Planckaert     | 32 ans, 10 mois et 7 jours  | 1977  |
| Ad Wijnands          | 31 ans et 11 mois           | 1991  |
| Jean-Paul Van Poppel | 31 ans, 4 mois et 6 jours   | 1994  |
| Cees Priem           | 31 ans, 3 mois et 10 jours  | 1982  |
| Etienne De Wilde     | 30 ans, 10 mois et 20 jours | 1989  |
| Niko Eeckhout        | 30 ans, 1 mois et 26 jours  | 2001  |
| Tim Wellens          | 29 ans, 8 mois et 28 jours  | 2021  |
| Tony Gallopin        | 29 ans, 8 mois et 11 jours  | 2018  |